# Торе Сан Патрицио
Торе Сан Патрицио (итал. Torre San Patrizio) насеље је у Италији у округу Фермо, региону Марке.
Према процени из 2011. у насељу је живело 1530 становника. Насеље се налази на надморској висини од 190 м.

## Становништво
| 1931. | 1936. | 1951. | 1961. | 1971. | 1981. | 1991. | 2001. | 2011. |
| ----- | ----- | ----- | ----- | ----- | ----- | ----- | ----- | ----- |
| 1.446 | 1.579 | 1.575 | 1.818 | 2.069 | 2.043 | 2.102 | 2.132 | 2.078 |